# Linea Mita

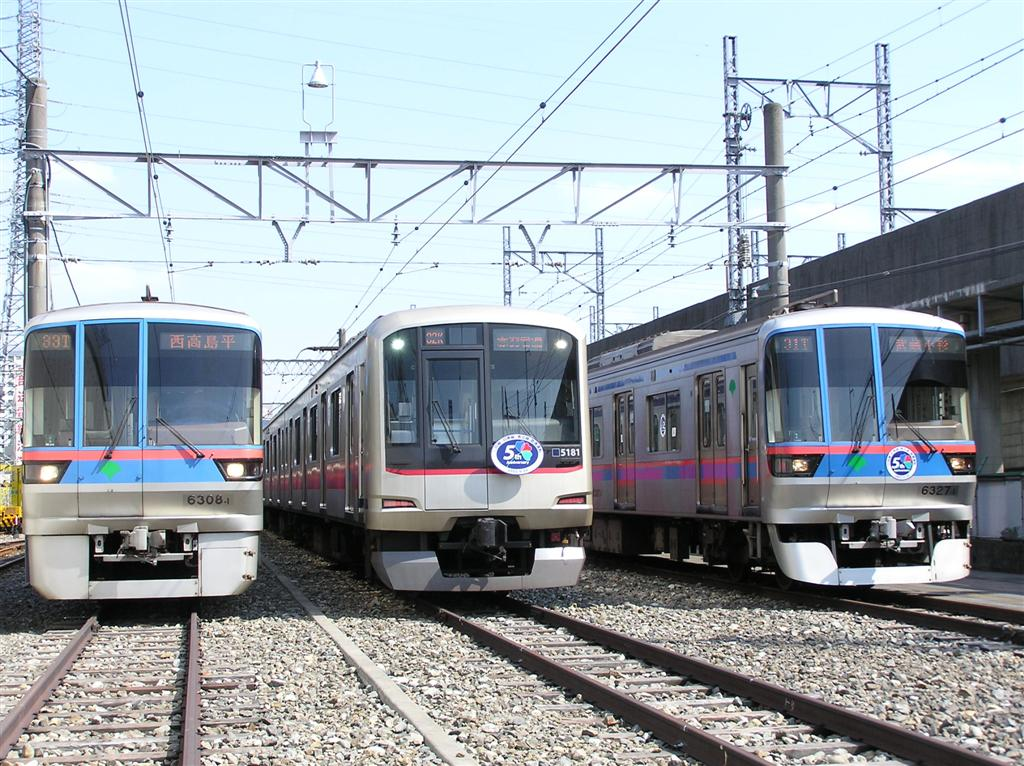
Mezzi della Linea Mita

La Linea Mita (三田線?, Mita-sen). ufficialmente nota come Line No.6 - Toei Mita Line, è una delle linee della metropolitana di Tokyo, gestita dall'operatore Toei (l'ufficio metropolitano dei trasporti di Tokyo).
È contrassegnata dal colore blu e le sue stazioni assumono una sigla in codice composta dalla lettera I seguita dal numero progressivo della stazione (La lettera M è già stata utilizzata dalla Linea Marunouchi). In base alle statistiche della stessa Toei, la linea Mita era la nona linea metropolitana maggiormente utilizzata a giugno 2009, raggiungendo il 164% della saturazione fra Nishi-Sugamo e Sugamo.

## Caratteristiche
Le piattaforme della linea Mita sono dotate di porte di banchina a mezza altezza, ed è stata la prima linea della metropolitana di Tokyo ad esserne dotata. La linea Namboku invece, a confronto, è dotata di porte di banchina ad altezza totale. Le stazioni fra Shirokane-Takanawa e Meguro sono condivise con la linea Namboku della Tokyo Metro. Grazie a un accordo fra i due gestori, la tariffa per questa sezione è calcolata in base a quella della Toei Metro per i passeggeri che viaggiano sulle stazioni della linea Mita oltre a Shirokane-Takanawa, e su quella della Tokyo Metro per chi viaggia sulla linea Namboku oltre Shirokane-Takanawa, oltre che per chi viaggia solo sulla sezione condivisa.

## Stazioni
| Codice | Stazione              | Giapponese   | Collegamenti                                              | Posizione |
| ------ | --------------------- | ------------ | --------------------------------------------------------- | --------- |
|        | Meguro                | 目黒         | Linea Namboku Linea Yamanote                              | Shinagawa |
|        | Shirokanedai          | 白金台       | Linea Namboku                                             | Minato    |
|        | Shirokane-Takanawa    | 白金高輪     | Linea Namboku                                             | Minato    |
|        | Mita                  | 三田         | Linea Asakusa Linea Yamanote                              | Minato    |
|        | Shibakōen             | 芝公園       |                                                           | Minato    |
|        | Onarimon              | 御成門       |                                                           | Minato    |
|        | Uchisaiwaichō         | 内幸町       |                                                           | Chiyoda   |
|        | Hibiya                | 日比谷       | Linea Chiyoda Linea Hibiya Linea Yūrakuchō Linea Yamanote | Chiyoda   |
|        | Ōtemachi              | 大手町       | Linea Hanzōmon Linea Marunouchi Linea Chiyoda Linea Tozai | Chiyoda   |
|        | Jimbōchō              | 神保町       | Linea Hanzōmon Linea Shinjuku                             | Chiyoda   |
|        | Suidōbashi            | 水道橋       |                                                           | Bunkyō    |
|        | Kasuga                | 春日         | Linea Ōedo Linea Marunouchi Linea Namboku                 | Bunkyō    |
|        | Hakusan               | 白山         |                                                           | Bunkyō    |
|        | Sengoku               | 千石         |                                                           | Bunkyō    |
|        | Sugamo                | 巣鴨         | Linea Yamanote                                            | Toshima   |
|        | Nishi-Sugamo          | 西巣鴨       |                                                           | Toshima   |
|        | Shin-Itabashi         | 新板橋       |                                                           | Itabashi  |
|        | Itabashi-kuyakushomae | 板橋区役所前 |                                                           | Itabashi  |
|        | Itabashi-honchō       | 板橋本町     |                                                           | Itabashi  |
|        | Motohasunuma          | 本蓮沼       |                                                           | Itabashi  |
|        | Shimura-sakaue        | 志村坂上     |                                                           | Itabashi  |
|        | Shimura-sanchōme      | 志村三丁目   |                                                           | Itabashi  |
|        | Hasune                | 蓮根         |                                                           | Itabashi  |
|        | Nishidai              | 西田井       |                                                           | Itabashi  |
|        | Takashimadaira        | 高島平       |                                                           | Itabashi  |
|        | Shin-Takashimadaira   | 新高島平     |                                                           | Itabashi  |
|        | Nishi-Takashimadaira  | 西高島平     |                                                           | Itabashi  |

## Materiale rotabile
Tutti i treni sono a 6 carrozze, salvo diversamente indicato

### Flotta attuale
- Toei serie 6300 (dal 1993)
- Tokyu serie 3000 (dal 1999)
- Tokyu serie 5080 (dal 2003)

### Flotta ritirata
- Toei serie 6000 (dal 1968 al 1999)
- Toei serie 10-000 (prototipo per la Linea Shinjuku, alcune corse prova tra il 1976 e il 1978)